# Ван дер Колк, Кирстен
Кирстен ван дер Колк (нидерл. Kirsten van der Kolk, род. 18 декабря 1985) — голландская спортсменка, гребчиха, призёр чемпионата Европы, чемпионата мира по академической гребле, а также Летних Олимпийских игр 2012 года. С 2013 года работает в качестве тренера по академической гребле.

## Биография
Кирстен ван дер Колк родилась 18 декабря 1985 года в нидерландском городе Харлеме, Северная Голландия. Тренировалась в клубе «Nereus ASRV», Амстердам. Профессиональную карьеру гребца начала в 1998 году. После завершения профессиональной карьеры с 2013 года стала работать в качестве тренера команды по академической гребле национальной сборной Нидерландов.
Первые соревнования международного уровня, на которых ван дер Колк приняла участие был — III этап кубка мира по академической гребле 1998 года в Люцерне (1998 WORLD ROWING CUP III). В составе двойки парной в легком весе с результатом 08:10.990 она вместе с напарницей Марит ван Эйпен заняла 3 место, уступив первенство соперницам из США (08:06.850 — 2е место) и Великобритании (08:01.200 — 1е место).
На Летних Олимпийских играх 2004 года в Афинах, ван дер Колк вместе с напарницей ван Эйпен заработали бронзовую медаль в заплыве парных двоек в легком весе. С результатом 06:58.540 их пара уступила первенство соперницам из Германии (06:57.330 — 2е место) и Румынии (06:56.050 — 1е место).
Высшую награду олимпийских соревнований, пара ван дер Колк и ван Эйпен добыли на Летних Олимпийских играх 2008 года в Пекине. В заплыве парных двоек в легком весе голландские спортсменки со старта шли лишь шестыми и улучшили свою позицию на два пункта после 1000 м. После того, как они преодолели участок дистанции в 1500 м, до самого финиша их пара оставалась в лидерах заплыва. С результатом 06:54.740 голландские спортсменки завоевали золотые медали, оставив позади соперниц из Финляндии (06:56.030 — 2е место) и Канады (06:56.680 — 3е место).